# Kateřina Karhánková
Kateřina Karhánková (* 15. dubna 1988 Praha) je animátorka, scenáristka a režisérka animovaných filmů. Je absolventkou Katedry animované tvorby na FAMU a autorkou několika krátkometrážních snímků určených primárně dětským divákům. Mezi její nejvýraznější práce patří snímek Plody mraků (2017) a seriál Mlsné medvědí příběhy (2020), který režírovala společně s animátorkou a režisérkou Alexandrou Májovou.

## Život
Narodila se do výtvarně založené rodiny. Její otec je dřevařský inženýr, který se věnuje výrobě akustických studií a její matka vystudovala textil na UMPRUM. Kateřina Karhánková absolvovala studium propagační grafiky na Střední umělecké škole Václava Hollara, po studiu se chtěla věnovat sochařství či instalacím v krajině. Nakonec však její další studijní cesta vedla na Katedru animované tvorby na FAMU. Bakalářské studium na této katedře absolvovala mezi roky 2008–14. Navázala na něj magisterským studiem, které úspěšně zakončila v roce 2017.

## Dílo
První úspěchy zaznamenala již se svým bakalářským filmem Nový druh (2013). Film byl uveden ve studentské soutěžní sekci na Mezinárodním festivalu animovaného filmu v Annecy a zároveň byl zakoupen do galerijních sbírek Muzea moderního umění v New Yorku. Do znalosti širší veřejnosti se ale dostala až se svým absolventským filmem Plody mraků (2017), jemuž výtvarnou podobu vtiskla výtvarnice Alžběta Skálová. Film v roce 2017 zvítězil na jednom z největších mezinárodních festivalů filmové tvorby pro děti a mládež Cinekid, kde získal ocenění za nejlepší animovaný film. Zahraniční úspěch slavil také na Berlinale, kde mu European Children's Film Association udělila cenu za nejlepší krátký film pro děti. V České republice byl snímek oceněn na tuzemském studentském festivalu FAMUFEST (nejlepší animovaný film) a autorka získala také nominaci na cenu Magnesia za nejlepší studentský film.
V roce 2017 vznikl také pilotní díl ze seriálu Mlsné medvědí příběhy, jejž spolurežírovala s Alexandrou Májovou, její spolužačkou z katedry animované tvorby. Společně s nimi spolupracoval také ilustrátor a animátor Filip Pošivač, který vytvořil výtvarnou stránku celého seriálu. Seriál vznikal v produkční společnosti Bionaut, o prudukci seriálu se starala Barbora Příkaská. O dva roky později jsou v rámci pásma Hurá na pohádky uvedeny další díly: Mňamózní svačinka a Pozdrav od strýčka. Kompletních 26 dílů seriálu bylo v následujícím roce uvedeno v pořadu Večerníček na České televizi. Na základě animovaného seriálu vzniklo také pásmo video kuchařek pro děti a také dvě knižní publikace: Mlsné medvědí příběhy a Velká medvědí kuchařka (obě 2021). Za seriál byla autorská trojice Kateřina Karhánková, Alexandra Májová a Filip Pošivač v roce 2020 nominována na cenu Český lev za nejlepší animovaný film.

Zatím posledním filmem Kateřiny Karhánkové je krátkometrážní hraný snímek s animovanými prvky s názvem Bábovka (2022), který měl premiéru v rámci dětského filmového festivalu Malé oči. Autorka své filmy často testuje na dětském publiku a následně pracuje i s jejich připomínkami, což zmiňuje i rozhovoru s Lenkou Hlouškovou. 
„Chci, aby mé příběhy dávaly dětem smysl, aby je nutily klást otázky a hledat na ně odpovědi. Abych já zas lépe pochopila, jaká témata jsou pro ně zásadní, co by jim pomohlo. Představa dospělého o tom, co děti vnímají a co ne, je mnohdy zkreslená. Znovu zmíním Plody mraků. Chlupáč v lese postaví cestu ze svítících plodů, aby svítily ostatním zvířátkům na cestu a ta se nebála lesem projít. Děti je kreslily důsledně z obou stran. Chtěly je důkladně ochránit. Měly z lesa opravdu velký respekt a strach. To bych si bývala dostatečně neuvědomila a neodhadla bych, jak moc může být les ve filmu děsivý.“

## Filmografie

### Režie
- Poštovní etuda (2009) - studentský film
- Držet krok (2010) - studentský film
- Žhavá noc (2010) - studentský film
- Nový druh (2013) - studentský film
- Tonda a bacil (2014) - studentský film
- Plody mraků (2017) - studentský film
- Hurá na borůvky! (2017)
- Na lanýže! (2019)
- Mlsné medvědí recepty (2019) - seriál
- Mlsné medvědí příběhy (2020) - seriál
- Bábovka (2022)

### Dramaturgie
- Rosa & Dara: Co je to gravitace? (2015)
- Rosa & Dara: Jak velké jsou hvězdy? (2015)
- Rosa & Dara: Proč prší? (2019)